# Jones megye (Észak-Karolina)
Jones megye az Amerikai Egyesült Államokban, azon belül Észak-Karolina államban található. Megyeszékhelye Trenton, legnagyobb városa Maysville. Lakosainak száma 9172 fő (2020. április 1.). Jones megye Craven, Carteret, Onslow, Duplin és Lenoir megyékkel határos.

## Népesség
A megye népességének változása:
| Lakosok száma | 10 082 | 10 247 | 10 284 | 10 215 | 10 013 | 9172 |
|               | 2010   | 2011   | 2012   | 2013   | 2015   | 2020 |